# Peltephilus ferox
L'armadillo cornuto (Peltephilus ferox) è una specie di armadillo estinto vissuto fra Oligocene e Miocene in Argentina.

## Descrizione
Aveva le dimensioni di un cane di media taglia e il corpo protetto da una quindicina di bande cornee. Le zone non corazzate del corpo erano ricoprete di un pelo folto ed ispido: anche le parti corazzate erano cosparse da una rada peluria.
Ciò che rendeva davvero caratteristico quest'animale era la presenza sul muso di due escrescenze cornee piramidali a forma di corno, che avevano probabilmente la funzione di proteggere gli occhi.
Oltre alle marmotte cornute del genere Ceratogaulus, questo armadillo è uno dei pochi animali fossori dotati di corna.
P. ferox aveva un cranio di circa 11,7 cm, e una massa corporea stimata in circa 11 kg.
È stato tradizionalmente considerato un genere carnivoro in base ai grandi denti triangolari, ma nel 1997 Vizcaino e Farina hanno proposto che Peltephilus fosse erbivoro.